# Mars Exploration Rover

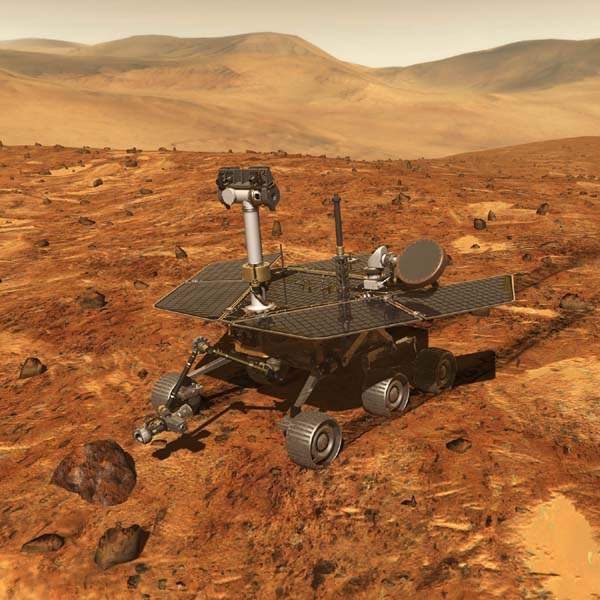
Computergegenereerd beeld van de Mars Exploration Rover op Mars.

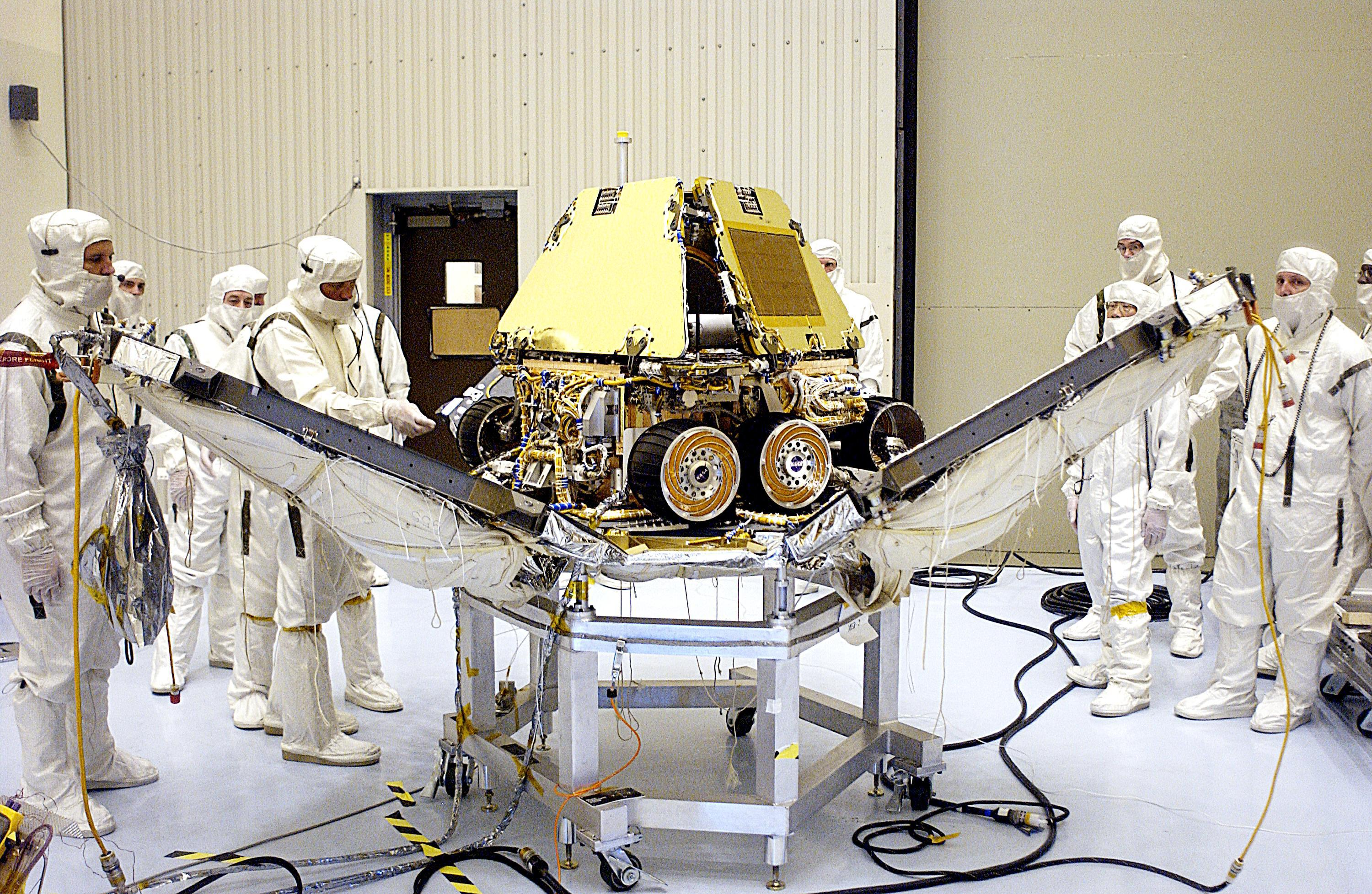
Technici bij de MER in 2003.

De Mars Exploration Rovers (MER's) zijn twee onbemande ruimtevaartuigen die in juni 2003 door NASA naar Mars zijn gestuurd en daar in januari 2004 landden. Het zijn robotwagentjes (rovers) die grotendeels zelfstandig in staat zijn om zich voort te bewegen, wetenschappelijk onderzoek te verrichten, foto's te nemen en informatie naar de Aarde te zenden.
De twee Mars Exploration Rovers (Marsverkenningsrobotwagentjes) zijn genaamd de Spirit (of MER-A) en de Opportunity (of MER-B). Het contact met de Spirit is sinds 22 maart 2010 verloren en op 25 mei 2011 heeft NASA deze missie beëindigd. In juli 2014 had de Opportunity 40 kilometer afgelegd. In juni 2018 ging tijdens een stofstorm ook het contact met Opportunity verloren. Het lukte niet het contact te herstellen. Op 12 februari 2019 werd de missie beëindigd.
Het Mars Exploration Rover project wordt voor NASA beheerd door het Jet Propulsion Laboratory van het California Institute of Technology. Zij ontwierpen en bouwden de MER's en stuurden ze aan tijdens de missie.

## De missie

Animatie van Mars gezien vanuit de MER-B 24-25 januari 2004. De frames die voor de animatie gebruikt werden zijn afkomstig van Jet Propulsion Laboratory.

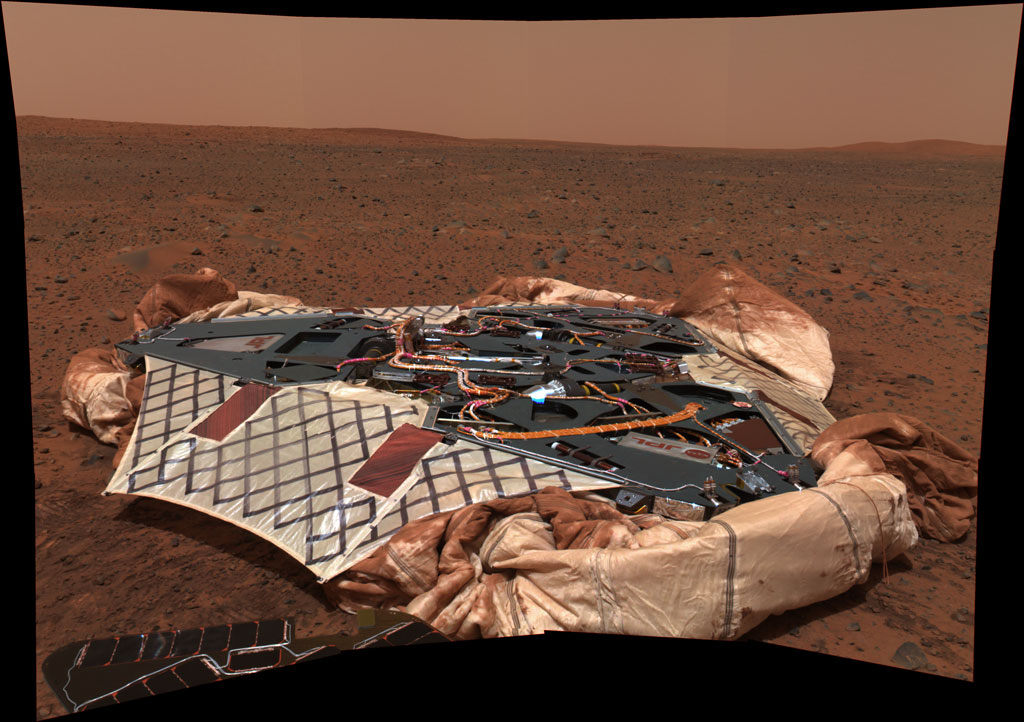
De lander van de Spirit.

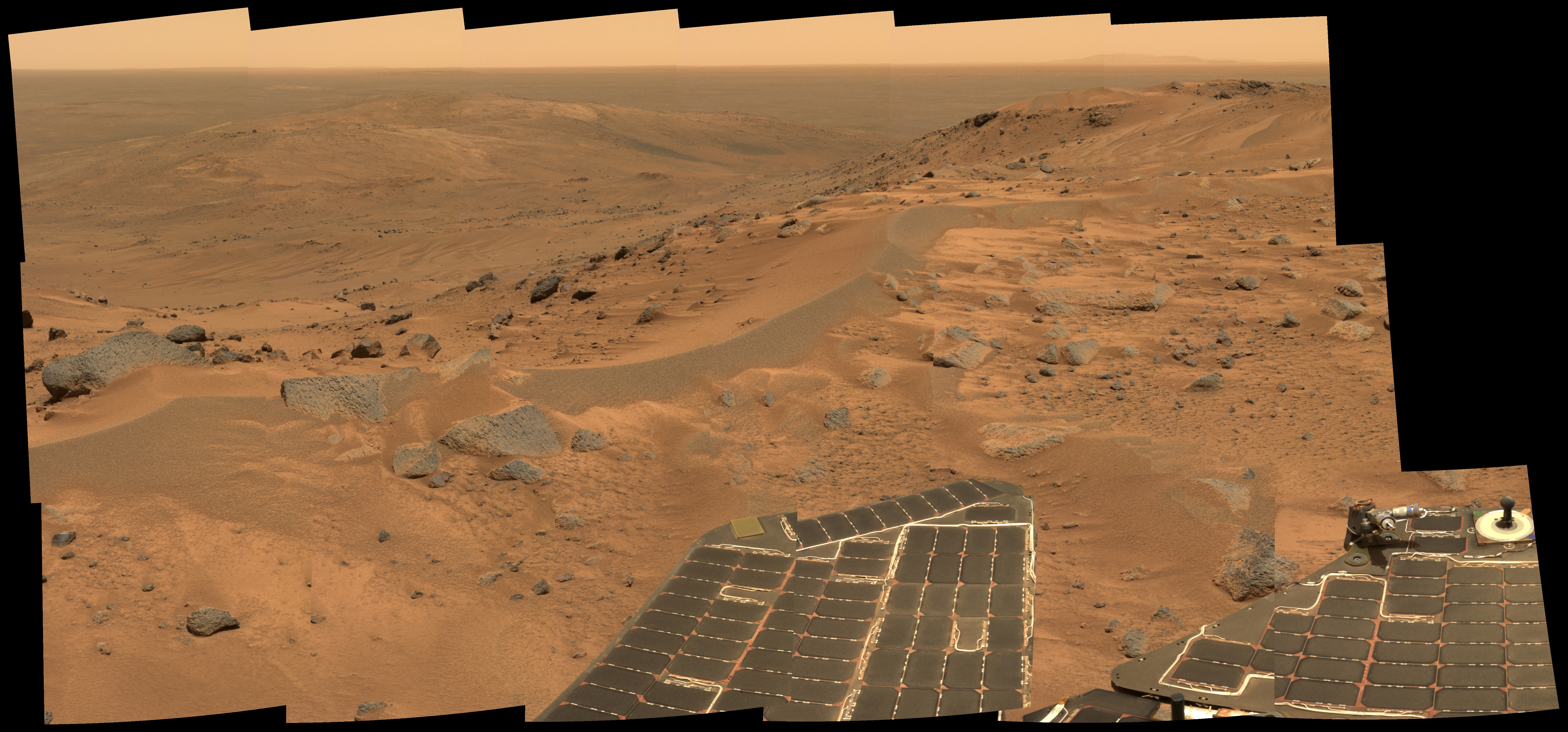
Een panoramafoto van de Spirit in 2005.

De Mars Exploration Rovers missie maakt deel uit van NASA's Mars Exploration Program (het Marsverkenningsprogramma). Er waren al geslaagde missies afgerond waarbij er op Mars was geland. Het Vikingprogramma (1975-1983), waarbij er twee landers op het oppervlak van Mars waren geplaatst, en de Mars Pathfinder (1996-1998), waarbij een rijdbaar wagentje, de Sojourner, werd meegestuurd.
Bij de Mars Exploration Rovers missie werden twee robotwagentjes (rovers) naar twee afzonderlijke plekken op Mars gebracht.
De totale kosten van de bouw: de lancering, de landing en het aansturen van de robotwagentjes voor de oorspronkelijk geplande duur bedroegen $ 820 miljoen. De missie werd een aantal keer verlengd. De totale kosten van de eerste vier verlengingen was $ 104 miljoen, de vijfde verlenging werd geschat op $ 20 miljoen.

## Doel van de missie
De geplande duur van de missie was 90 sol (marsdagen), waarin de MER's het oppervlak en de geologie van Mars zouden verkennen.
Het voornaamste doel is het zoeken naar bewijs dat water op Mars aanwezig is of aanwezig is geweest. De aanwezigheid van water is een van de voornaamste voorwaarden voor het ontstaan van leven. De MER's zullen echter niet zoeken naar aanwijzingen van eventuele aanwezigheid van (voormalig) leven.

## De Mars Exploration Rovers

### Spirit
De Spirit (MER-A) is gelanceerd op 10 juni 2003 en maakte op 4 januari 2004 een geslaagde landing op Mars, in de Gusevkrater. De Spirit bleef ruim vijf jaar en drie maanden actief en legde ruim 7 kilometer af. Op 22 maart 2010 vond het laatste contact plaats en op 25 mei 2011 werd de missie van de Spirit beëindigd.

### Opportunity
De Opportunity (MER-B) is gelanceerd op 28 juni 2003 en landde op 25 januari 2004 op Mars, op de Terra Meridiani. Omdat opportunity later in het lanceervenster werd gelanceerd werd voor deze lancering de Delta II-Heavy-configuratie met krachtiger boosters gebruikt. De Opportunity was meer dan twaalf jaar lang actief op Mars en heeft ruim 43 kilometer afgelegd.

### Beschrijving van de MER's en hun functioneren

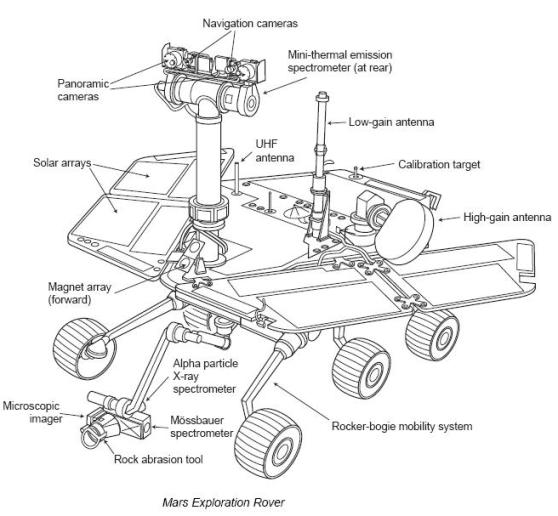
Schematische tekening met bijschriften van de Mars Exploration Rover.

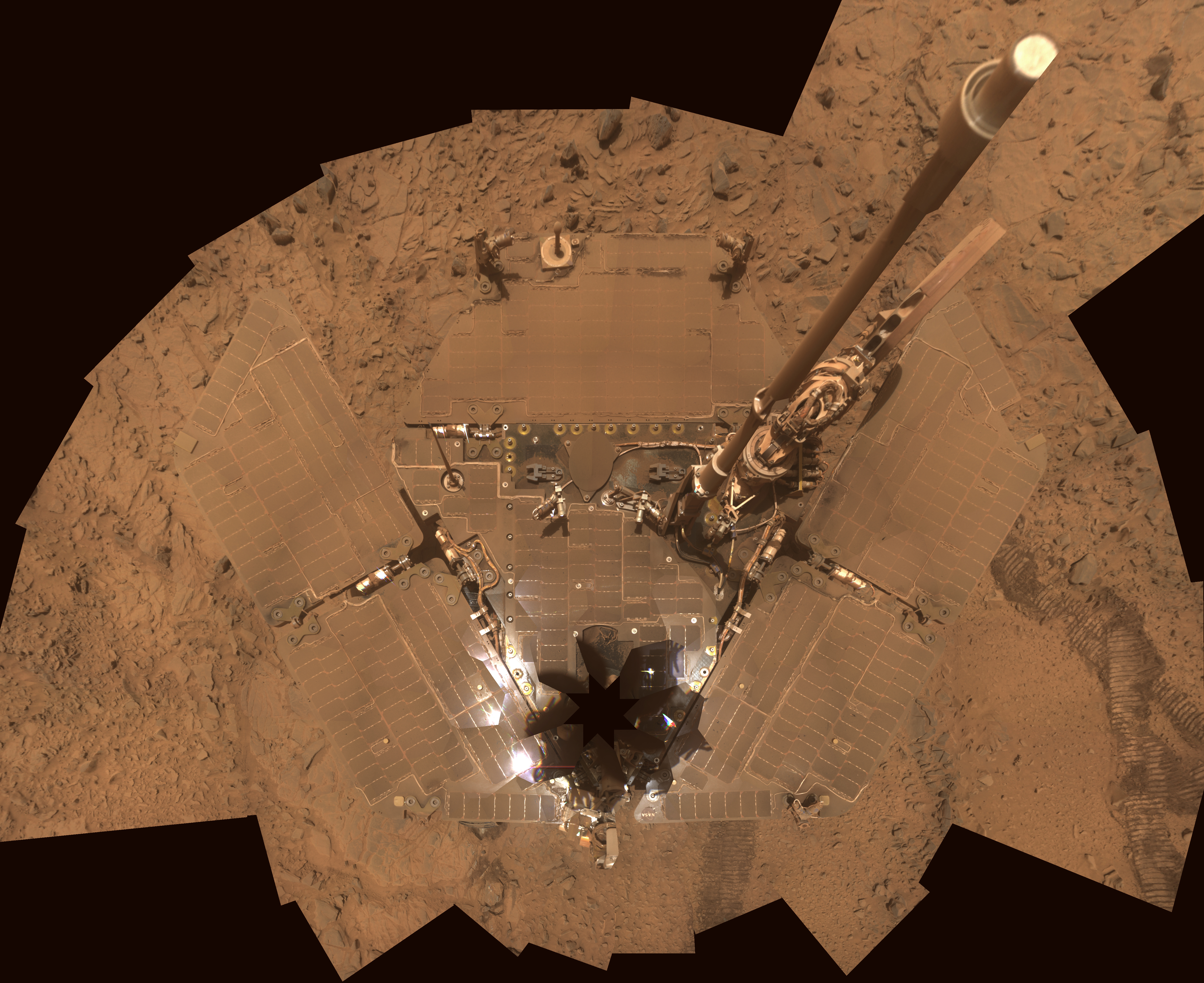
Oktober 2007: De zonnepanelen van de Spirit waren bedekt met een dikke stoflaag, met als gevolg energietekort.

De MER's zijn vrijwel identiek aan elkaar. Ze wegen beide bijna 180 kilogram, en rijden op zes wielen die onafhankelijk van elkaar kunnen draaien en bewegen. Ze zijn beiden uitgerust met instrumenten als camera's (infrarood, panorama, enz.), verschillende soorten spectraalmeters en een microscoop met camera. De MER's verkrijgen hun energie door middel van zonnepanelen. De communicatie met de Aarde verloopt voornamelijk via de 2001 Mars Odyssey, een kunstmatige satelliet die sinds 24 oktober 2001 in een baan om Mars draait.
De landing vond bij beide MER's op dezelfde manier plaats: een MER daalde na aankomst bij Mars af in de atmosfeer. Na enige tijd ontvouwde een parachute, remraketten werden afgevuurd, airbags werden opgeblazen, de MER stuiterde over een lengte van ongeveer een kilometer op het oppervlak totdat hij stil lag, de airbags liepen leeg, het omhulsel van de MER ontvouwde zich, de MER reed van een soort platform af en was klaar voor zijn taak.
Beide MER's zijn in staat om rots- en grondmateriaal te analyseren. Ze hebben beiden een werktuig genaamd RAT (Rock Abrasion Tool) waarmee ze een stukje van het buitenste laagje van rotsen kunnen slijpen om zodoende het onderliggende materiaal te kunnen bestuderen. Ook kunnen de robotwagentjes vijf van hun zes wielen op de rem zetten en het zesde wiel laten rondtollen om zodoende het bovenste laagje van het oppervlak te schrapen.
Aan de hand van de foto's en meetgegevens die de MER's elke dag naar de aarde zenden, bepalen wetenschappers de volgende doelen. Ze zenden de commando's met betrekking tot het volgende doel en de aldaar uit te voeren taken naar de MER's. De manoeuvres worden niet tot in detail bepaald; de MER's zijn in staat om zelfstandig hun doel te bereiken en onderweg obstakels te omzeilen.

## Vergelijking met andere voertuigen op Mars

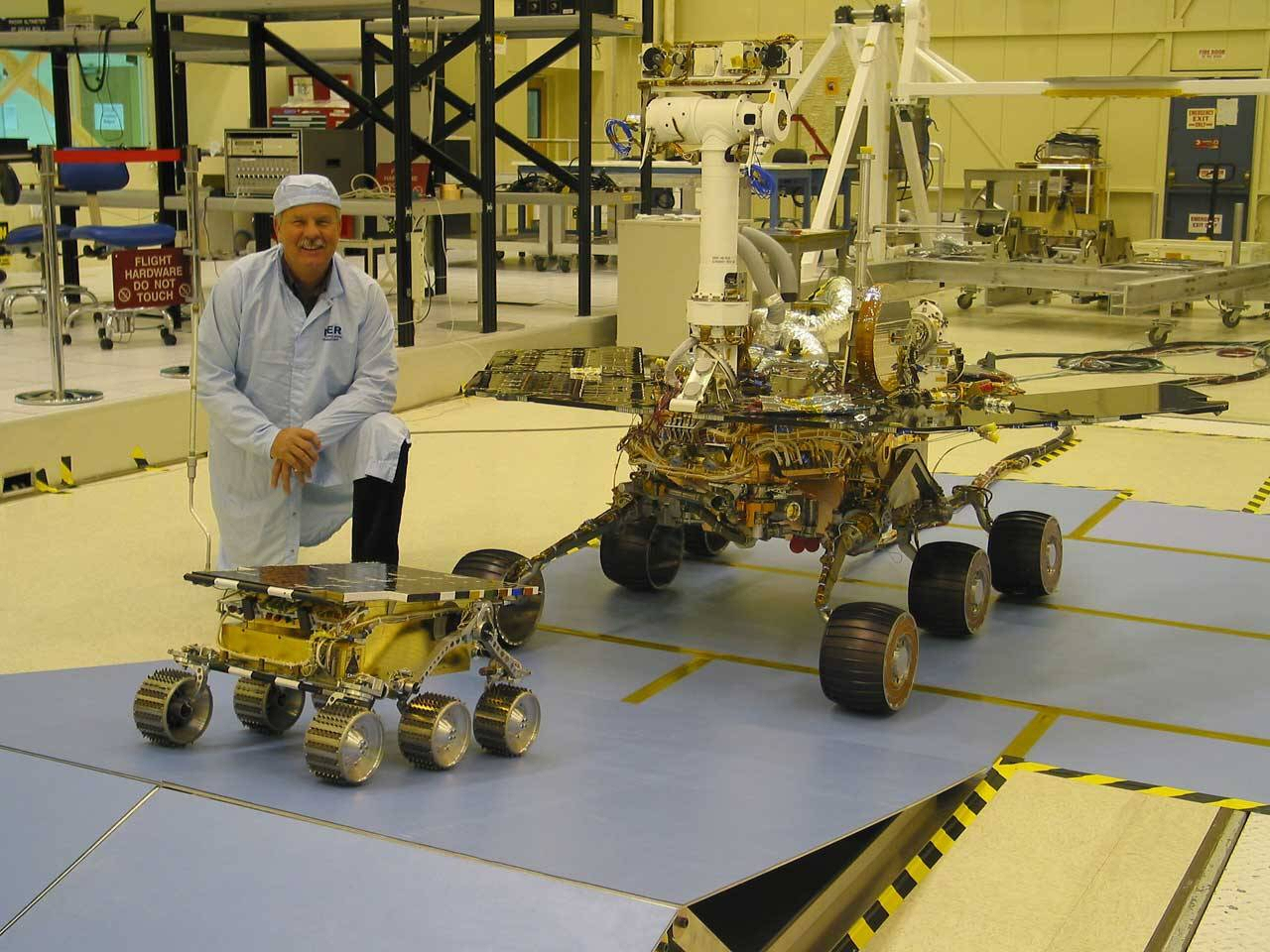
Een indicatie van het verschil in omvang tussen de Sojourner (links) en de Spirit en Opportunity.

De MER's zijn tot op zekere hoogte vergelijkbaar met het robotwagentje de Sojourner van de Mars Pathfinder die in 1997 op Mars landde. De landing vond op dezelfde manier plaats. De MER's zijn echter veel mobieler. Ze kunnen per dag zo'n 40 meter over het Marsoppervlak afleggen - bijna evenveel als de Sojourner tijdens zijn hele missie. Bovendien bevindt vrijwel alle apparatuur zich op de MER zelf, terwijl het platform waar de Sojourner van af reed zelf ook uitgerust was met allerlei apparatuur. Consequentie hiervan is dat de MER's ongeveer zo groot zijn als een flinke koelkast, terwijl de Sojourner niet veel groter was dan een bierkrat. De camera's van de MER's kunnen scherpere beelden maken dan die van de Sojourner.
Op 6 augustus 2012 landde het Mars Science Laboratory (meestal 'Curiosity' genoemd) op Mars. Dit is een voertuig dat weer ongeveer driemaal zo groot is als de MER's. In tegenstelling tot de eerdere voertuigen bestaat de energiebron uit radioactief materiaal in plaats van zonnecellen en landde het niet met airbags maar aan een raket-aangedreven 'skycrane'.

## Wetenschappelijke resultaten
De Marsrover Spirit heeft in de rotsen in de Gusev krater sporen van water aangetroffen, water moet aanwezig geweest zijn bij de vorming van deze rotsen. Dit is echter zeer weinig water geweest. De rotsen zijn overwegend vulkanisch van oorsprong.
De Marsrover Opportunity heeft spectaculairdere ontdekkingen gedaan. De krater waarin de rover landde, was vroeger de kust van een meer of zee. Hoeveel water er is geweest is nog niet geheel duidelijk, maar er zijn sporen aangetroffen dat een meer of zee langzaam opdroogde wat al iets zegt dat het in elk geval niet heel weinig is geweest. De rotsen die Opportunity aantrof zijn in dit water gevormd. De landingsplaats, Meridiani Planum werd gekozen omdat er vanuit satellieten die om Mars draaien Hematiet gezien werd, wat vaak in combinatie met water vormt. De Marsrover heeft dit Hematiet aangetroffen in de vorm van kleine bolletjes.
Toen de Marsrover uit de krater waarin hij landde kroop en de vlakte ging verkennen, kwam hij een vreemd uitziende rots tegen. Na deze te onderzoeken bleek dat deze rots overeenkomt in samenstelling met meteorieten die op de aarde terecht zijn gekomen waarvan we denken dat ze van Mars afkomstig zijn.